# Keystone XLB-3
Keystone XLB-3 (tên gốc Huff-Daland) là một mẫu thử máy bay ném bom hai tầng cánh, được phát triển tại Hoa Kỳ cuối thập niên 1920.

## Biến thể
- XLB-3
  - XLB-3A

## Tính năng kỹ chiến thuật (XLB-3A)
Dữ liệu lấy từ Jane's Encyclopedia of Aviation
Đặc điểm tổng quát
- Kíp lái: 5
- Chiều dài: 45 ft 0 in (13.72 m)
- Sải cánh: 67 ft 0 in (20.42 m)
- Chiều cao: 16 ft 10 in (5.13 m)
- Diện tích cánh: 105.8 ft2 (1,038 m2)
- Trọng lượng rỗng: 6.065 lb (2.756 kg)
- Trọng lượng có tải: 11.682 lb (5.310 kg)
- Động cơ: 2 × Pratt & Whitney R-1340, 410 hp (305 kW) mỗi chiếc

Hiệu suất bay
- Vận tốc cực đại: 116 mph (186 km/h)
- Tầm bay: 544 dặm (870 km)
- Trần bay: 11.210 ft (3.400 m)
- Vận tốc lên cao: 550 ft/min (2,8 m/s)

Vũ khí trang bị
- 5 ×.303 in (7.7 mm) súng máy Lewis
- 2.205 lb (1.000 kg) bom